# Вертмюллер, Адольф Ульрик
Адольф Ульрик Вертмюллер (швед. Adolf Ulrik Wertmüller; 18 февраля 1751, Стокгольм — 5 октября 1811, округ Делавэр, Пенсильвания, США) — шведский, позднее американский художник.

## Биография
Вертмюллер родился в Стокгольме и там же начал обучаться живописи, после чего, для совершенствования своего мастерства, в 1772 году переехал в Париж, где учился у своего двоюродного брата, великого шведского художника Александра Рослина и у его французского коллеги Жозефа-Мари Вьена. Преуспев в обучении, Вертмюллер 30 июля 1784 года был избран членом французской Королевской академии живописи и скульптуры.
Король Швеции Густав III заказал Вертмюллеру портрет королевы Франции Марии Антуанетты, который сейчас находится в Национальном музее Швеции в Стокгольме. В 1787 году Вертмюлер написал свою наиболее известную картину: «Даная». В мае 1794 года художник эмигрировал в США, взяв с собой и «Данаю». В пуританской Америке изображение обнажённой женщины, представленное публично, вызвало нешуточный скандал.
Тем не менее, просвещённая публика в США по достоинству оценила мастерство Вертмюллера-живописца. Им был созданы портреты генерал Джорджа Вашингтона и других значительных лиц. Элизабет Б. Джонстон в своей книге «Портреты Джорджа Вашингтона» (издана в Бостоне в 1882 году) говорит о пяти портретах Вашингтона, выполненных Вертмюллером, из которых один, выполненный в 1797 году, был приобретен правительством США в 1878 году, а другой принадлежал Историческому обществу Пенсильвании.
В конце 1790-х годов Вертмюллер уехал из Америки в Швецию, но в 1800 году вернулся в Филадельфию, штат Пенсильвания.
Вертмюллер был женат на Элизабет Хендерсон, внучке известного американского художника, также шведа по происхождению, Густава Гесселиуса. Их свадьба состоялась 8 января 1801 года.
Два года спустя художник удалился на благоприобретённую плантацию в Клеймонте, округ Делавэр, где прожил последние годы своей жизни. Он умер около Маркус-Хука, штат Пенсильвания, в 1811 году, в возрасте 60 лет.

## Gallery

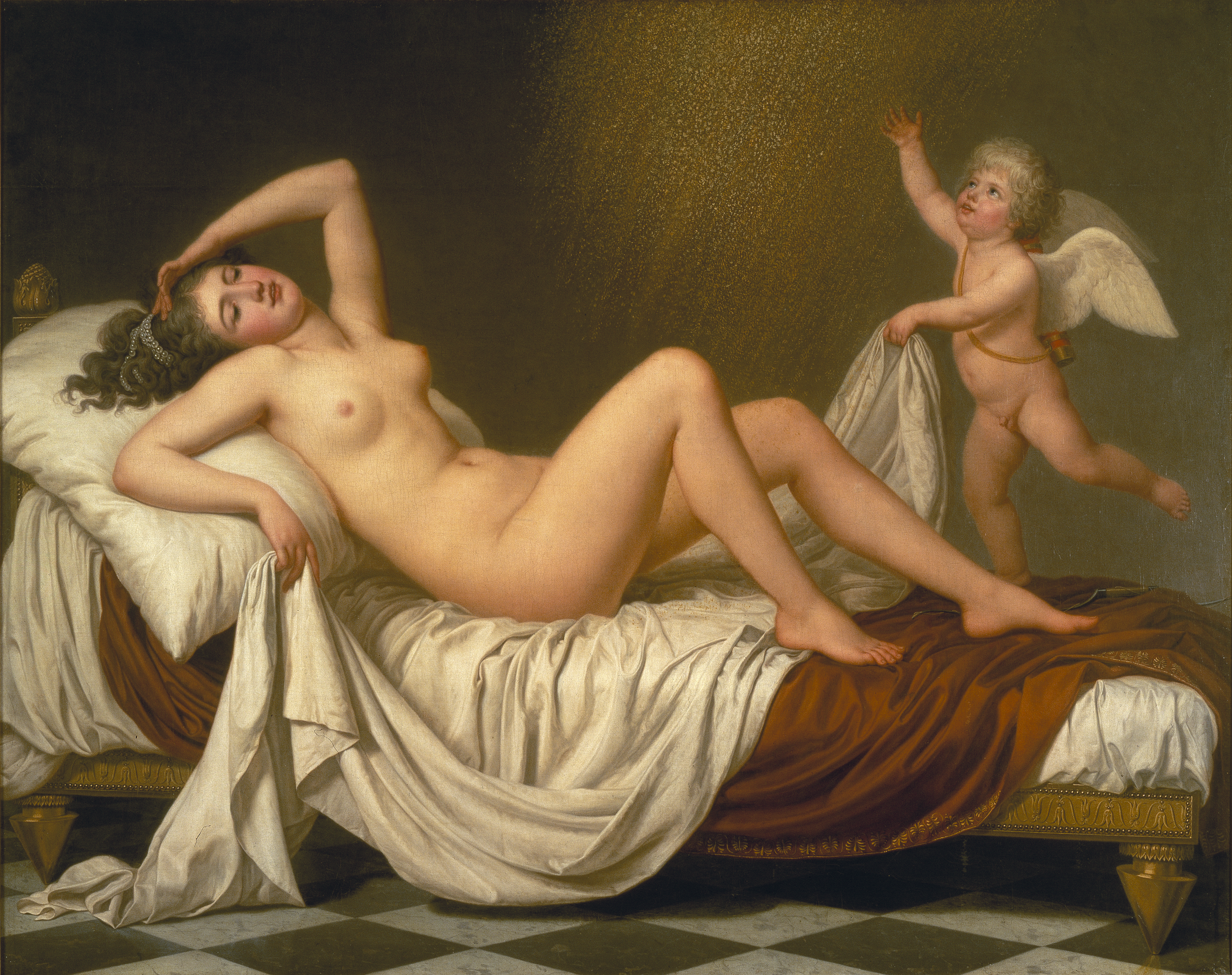
Даная (1787). Национальный музей Швеции
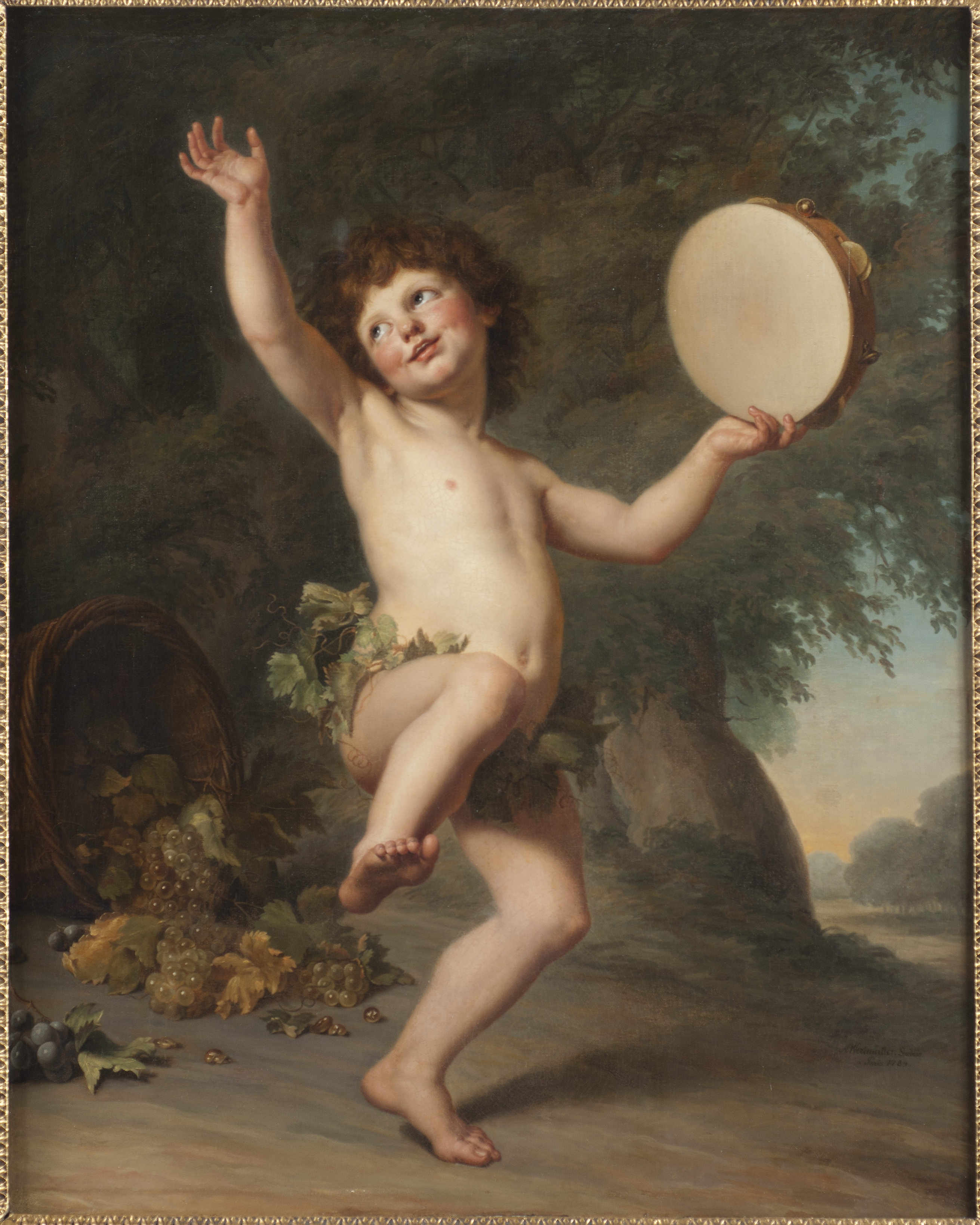
Купидон в образе Вакха (1784). Национальный музей Швеции
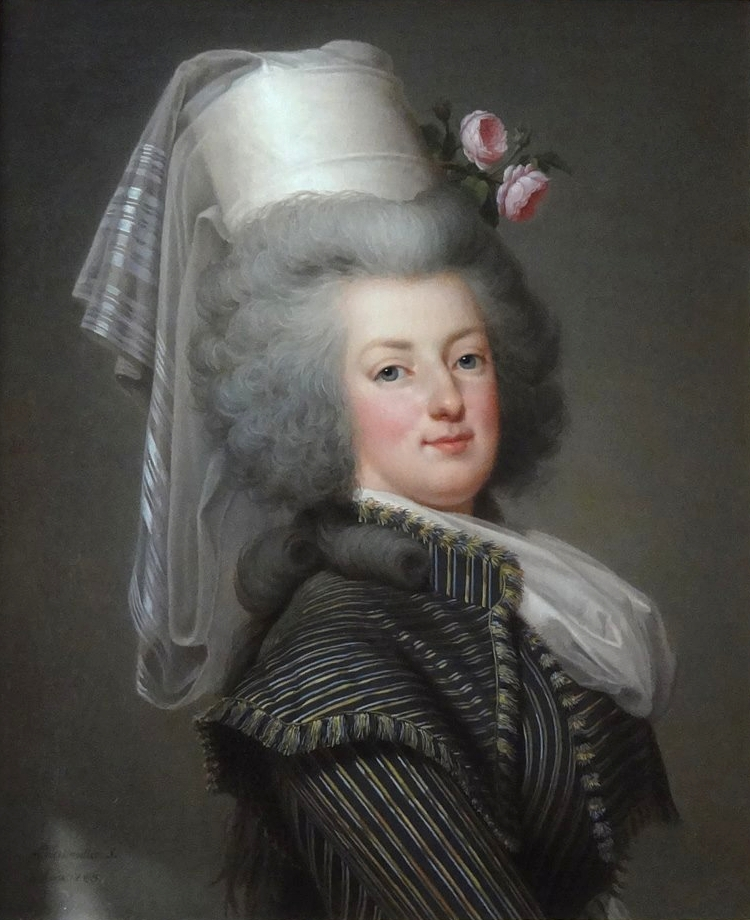
Королева Франции Мария-Антуанетта в костюме для охоты (1788). Версаль
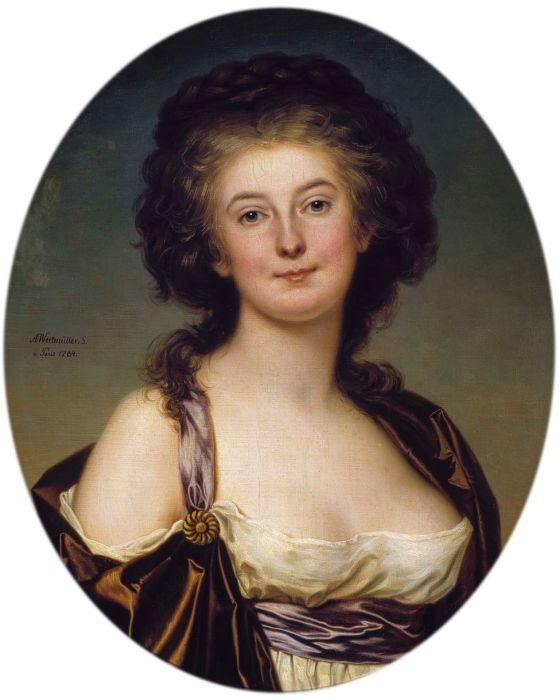
Портрет шведской куртизанки Шарлотты Эккерман (1784). Финская национальная галерея
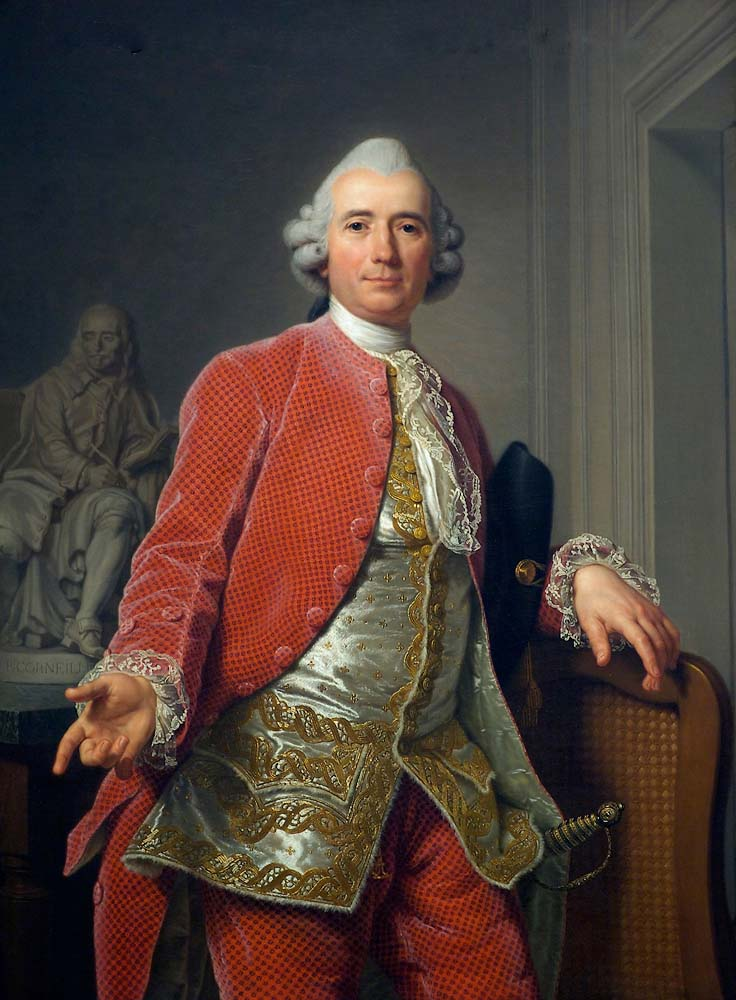
Портрет скульптора Жан-Жака Каффиери (1784; ранее картина ошибочно приписывалась Жаку Луи Давиду). Музей изящных искусств Бостона, США
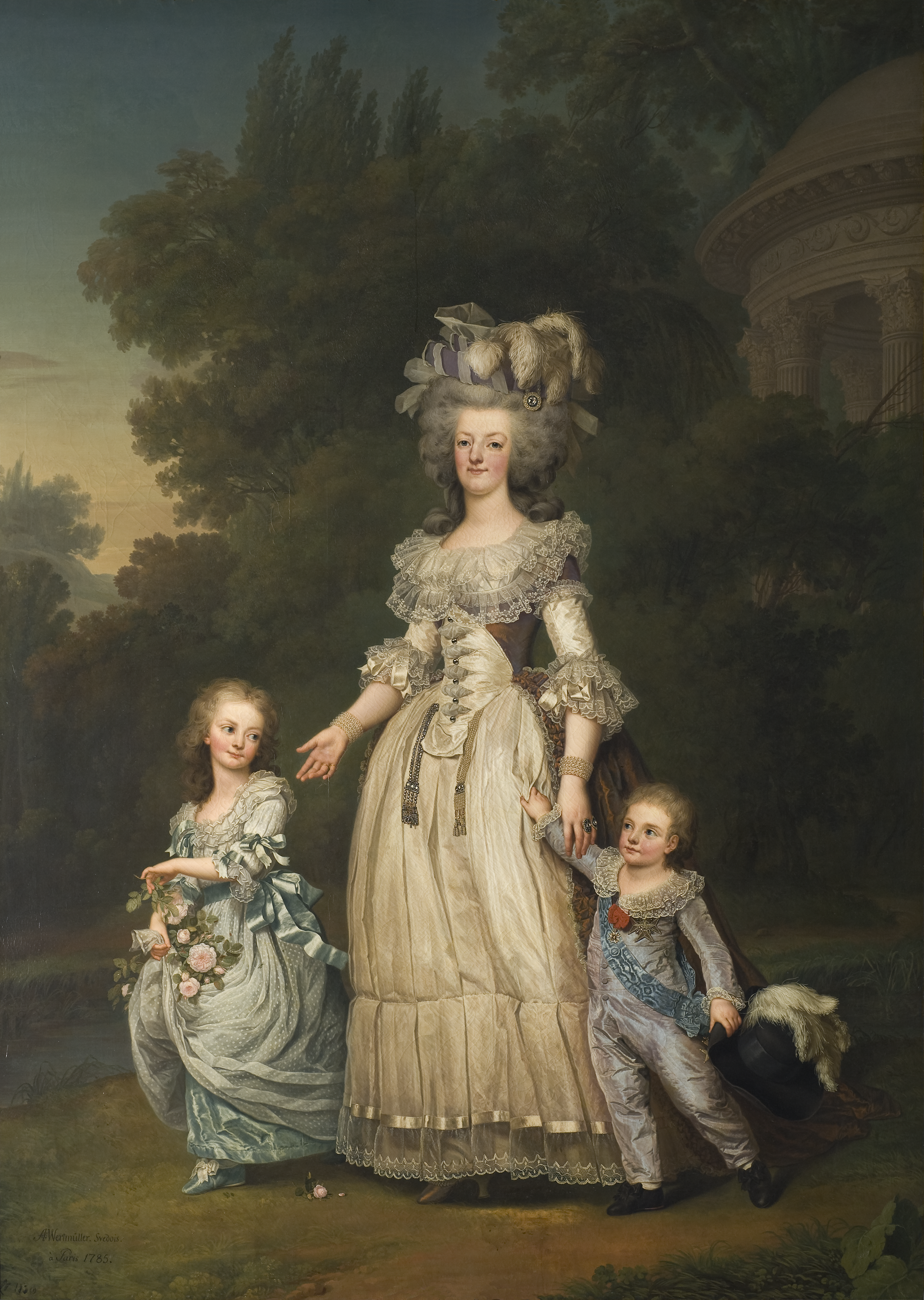
Королева Франции Мария-Антуанетта с двумя детьми (1785). Национальный музей Швеции
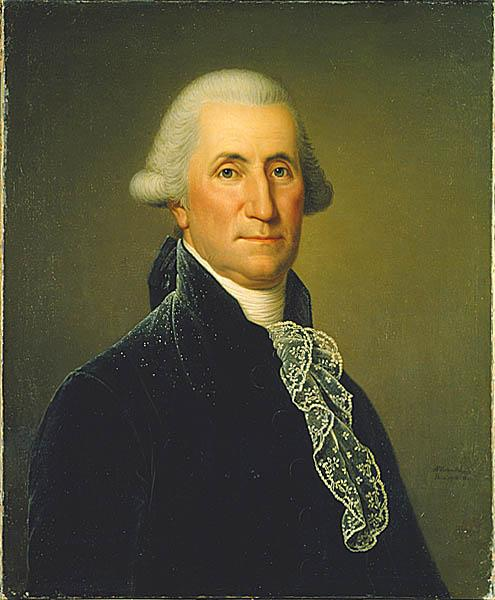
Портрет Джорджа Вашингтона. Национальный музей Швеции